# Championnat d'Équateur de football 2011
Navigation
Championnat d'Équateur 2010 Championnat d'Équateur 2012
Le championnat d'Équateur de football 2011 (Copa Credife Serie A en espagnol) est la 53e édition du championnat d'Équateur de football. Il réunit douze équipes et se déroule du 29 janvier au 18 décembre 2010. L'Universidad Catolica et Macará, respectivement 11e et 12e du classement cumulé de la dernière saison, quittent la Série A et sont remplacées par les promus, Imbabura SC (champion de Série B 2010) et LDU Loja (2e de la Série B 2010).

## Format
Le format de la compétition pour la saison 2011 est pratiquement le même que celui qui avait été adopté lors de la saison précédente, à savoir que le championnat se jouera en 2 phases où toutes les équipes se rencontreront sur le mode aller-retour (2 fois 22 journées), avec, le cas échéant, une finale entre les deux vainqueurs de chacune des étapes si ces derniers venaient à être différents.
La première phase débutera le 30 janvier pour se terminer le 12 juin afin de laisser la place à la Copa América 2011 Argentine. Les matchs seront disputés le dimanche. L'équipe remportera la première phase se verra automatiquement qualifiée pour la finale pour y affronter le vainqueur de la seconde phase et pour la Copa Libertadores 2012. Les deux premiers obtiennent leur qualification pour la Copa Sudamericana 2011, Liga de Quito ayant d'ores et déjà validé son billet en remportant la seconde phase de la saison dernière.
La seconde phase se déroulera du 31 juillet au 4 décembre. Cette phase est rigoureusement identique à la première. Les matchs se joueront également le dimanche à l'exception de deux journées qui se dérouleront les mercredis 24 août et 21 septembre L'équipe remportera la seconde phase se verra automatiquement qualifiée pour la finale pour y affronter le vainqueur de la première phase. Le vainqueur de cette phase sera également qualifié pour la Copa Sudamericana 2012, et à la Copa Libertadores 2012.
À la fin de la saison 2011, les deux clubs qui comptent le moins de points au classement cumulés sont relégués en Série B.
Les finales se disputeront pour leur part les dimanche 11 et 18 décembre. Les premiers de chaque phase s'affronteront dans deux matchs sur le mode aller-retour, visant à désigner le champion d'Équateur de Football 2011. En cas d'égalité sur l'ensemble des deux matchs, les équipes seront départagées selon le processus suivant :
- a- Le club ayant la meilleure différence de buts.
- b- Le club qui a marqué le plus grand nombre de buts.
- c- Le club qui a marqué le plus de buts à l'extérieur.
- d- Le club qui aura encaissé le moins de but.
- e- Le club qui aura eu les meilleurs résultats lors des confrontations directes entre les deux équipes.
- f- Si l'égalité devait persister malgré tous les processus décrits ci-dessus, le départage se ferait par le biais d'une séance de tirs au but.

Les deux clubs qui compteront le plus de points dans le classement cumulé (hors finalistes du championnat) s'affronteront également pour l'attribution des 3e et 4e place du championnat et, surtout, pour la troisième place qualificative pour la Copa Libertadores 2012. Les deux autres places pour la Copa Sudamericana 2012 seront eux attribués à l'issue de la première étape du championnat national 2012.

## Participants
| Club                    | Ville     | Entraîneur        | Stade                      | Capacité |
| ----------------------- | --------- | ----------------- | -------------------------- | -------- |
| Barcelona               | Guayaquil | Rubén Darío Insúa | Monumental Banco Pichincha | 90 283   |
| Deportivo Cuenca        | Cuenca    | Luis Soler        | Alejandro Serrano Aguilar  | 22 000   |
| Deportivo Quito         | Quito     | Fabián Bustos     | Olímpico Atahualpa         | 40 948   |
| El Nacional             | Quito     | Mario Saralegui   | Olímpico Atahualpa         | 40 948   |
| Emelec                  | Guayaquil | Omar Asad         | George Capwell             | 23 461   |
| Espoli                  | Quito     | Carlos Calderón   | La Cocha (en Latacunga)    | 15 000   |
| Imbabura SC             | Ibarra    | Wilson Armas      | Olímpico de Ibarra         | 18 600   |
| Independiente del Valle | Sangolquí | Julio Asad        | Stade Rumiñahui            | 8 000    |
| LDU Loja                | Loja      | Homero Valencia   | Federativo Reina del Cisne | 14 935   |
| LDU de Quito            | Quito     | Edgardo Bauza     | Casa Blanca                | 55 400   |
| Manta                   | Manta     | Gabriel Perrone   | Jocay                      | 20 000   |
| Olmedo                  | Riobamba  | Dragan Miranovic  | Olímpico de Riobamba       | 18 000   |

### Mouvements d'entraîneurs
| Équipe                                               | Entraîneur sortant          | Motif de départ           | Date de départ            | Remplacé par                | Date d'arrivée            |                           |                           |
| Changements de pré-saison                            | Changements de pré-saison   | Changements de pré-saison | Changements de pré-saison | Changements de pré-saison   | Changements de pré-saison | Changements de pré-saison | Changements de pré-saison |
| ---------------------------------------------------- | --------------------------- | ------------------------- | ------------------------- | --------------------------- | ------------------------- | ------------------------- | ------------------------- |
| Olmedo                                               | Ariel Graziani              | Démission                 | 13/11/2010                | Dragan Miranovic            | 16/12/2010                |                           |                           |
| Manta                                                | Fabián Bustos               | Consentement mutuel       | 08/12/2010                | Gabriel Perrone             | 14/12/2010                |                           |                           |
| Emelec                                               | Jorge Sampaoli              | Consentement mutuel       | 15/12/2010                | Omar Asad                   | 24/12/2010                |                           |                           |
| Deportivo Quito                                      | Carlos Sevilla              | Consentement mutuel       | 17/12/2010                | Fabián Bustos               | 21/12/2010                |                           |                           |
| Changements pendant la première phase du championnat |                             |                           |                           |                             |                           |                           |                           |
| Espoli                                               | Carlos Calderón             | Démission                 | 17/02/2011                | Santiago Ostolaza           | 17/02/2011                |                           |                           |
| Imbabura SC                                          | Wilson Armas                | Démission                 | 11/03/2011                | Eduardo Granda              | 11/03/2011                |                           |                           |
| Barcelona SC                                         | Rubén Darío Insúa           | Renvoyé                   | 25/03/2011                | Álex Aguinaga               | 17/02/2011                |                           |                           |
| Independiente del Valle                              | Julio Asad                  | Renvoyé                   | 17/04/2011                | Carlos Sevilla              | 17/04/2011                |                           |                           |
| LDU Loja                                             | Homero Valencia             | Consentement mutuel       | 24/04/2011                | Diego Ochoa (Interim)       | 24/04/2011                |                           |                           |
| Deportivo Quito                                      | Fabián Bustos               | Renvoyé                   | 01/05/2011                | Juan Carlos Garay (Interim) | 01/05/2011                |                           |                           |
| Manta                                                | Gabriel Perrone             | Renvoyé                   | 01/05/2011                | Carlos Pico (Interim)       | 02/05/2011                |                           |                           |
| LDU Loja                                             | Diego Ochoa (Interim)       | Remplacé                  | 05/05/2011                | Jorge Habbergger            | 05/05/2011                |                           |                           |
| SD Quito                                             | Juan Carlos Garay (Interim) | Remplacé                  | 06/05/2011                | Carlos Ischia               | 06/05/2011                |                           |                           |
| Emelec                                               | Omar Asad                   | Résiliation de contrat    | 26/05/2011                | Juan Ramón Silva (Interim)  | 26/05/2011                |                           |                           |
| Barcelona SC                                         | Alex Aguinaga               | Démission                 | 27/05/2011                | Raúl Noriega (Interim)      | 17/02/2011                |                           |                           |
| Changements entre les deux phases du championnat     |                             |                           |                           |                             |                           |                           |                           |
| Imbabura SC                                          | Eduardo Granda              | Renvoyé                   | 13/06/2011                | Fabián Bustos               | 26/05/2011                |                           |                           |
| Barcelona SC                                         | Raúl Noriega (Interim)      | Remplacé                  | 23/06/2011                | Luis Zubeldía               | 23/06/2011                |                           |                           |
| Emelec                                               | Juan Ramón Silva (Interim)  | Remplacé                  | 08/07/2011                | Juan Ramón Carrasco         | 08/07/2011                |                           |                           |
| Changements pendant la deuxième phase du championnat |                             |                           |                           |                             |                           |                           |                           |
| Imbabura SC                                          | Fabián Bustos               | Démission                 | 25/08/2011                | Janio Pinto                 | 01/09/2011                |                           |                           |
| Manta                                                | Carlos Pico                 | Démission                 | 28/08/2011                | Armando Osma                | 31/08/2011                |                           |                           |
| LDU Loja                                             | Jorge Habbergger            | Démission                 | 04/09/2011                | Diego Ochoa (Interim)       | 04/09/2011                |                           |                           |
| Espoli                                               | Santiago Ostolaza           | Renvoyé                   | 08/09/2011                | Eduardo Granda              | 08/09/2011                |                           |                           |

## Première phase

### Classement
Le classement est calculé avec le barème de points suivant : une victoire vaut trois points, le match nul un. La défaite ne rapporte aucun point.
Critères de départage :
1. plus grande « différence de buts générale » ;
2. plus grand nombre de buts marqués ;
3. plus grande « différence de buts particulière »

Liga de Quito ayant remporté la deuxième phase du championnat 2010, ils sont d'ores et déjà qualifiés pour la Copa Sudamericana 2011. S'ils devaient se classer dans les deux premiers, la troisième place deviendrait dès lors qualificative pour cette compétition.
| Rang | Équipe                                   | Pts | J  | G  | N | P  | Bp | Bc | Diff |
| ---- | ---------------------------------------- | --- | -- | -- | - | -- | -- | -- | ---- |
| 1    | Emelec T                                 | 44  | 22 | 12 | 8 | 2  | 31 | 15 | +16  |
| 2    | Liga Deportiva Universitaria (Quito) (F) | 40  | 22 | 11 | 7 | 4  | 29 | 13 | +16  |
| 3    | Deportivo Quito                          | 39  | 22 | 11 | 6 | 5  | 39 | 25 | +14  |
| 4    | El Nacional                              | 32  | 22 | 9  | 5 | 8  | 31 | 23 | +8   |
| 5    | LDU Loja P                               | 32  | 22 | 9  | 5 | 8  | 27 | 27 | 0    |
| 6    | Deportivo Cuenca                         | 31  | 22 | 8  | 7 | 7  | 27 | 30 | -3   |
| 7    | Olmedo                                   | 29  | 22 | 8  | 5 | 9  | 27 | 32 | -5   |
| 8    | Barcelona                                | 27  | 22 | 6  | 9 | 7  | 22 | 23 | -1   |
| 9    | Manta                                    | 27  | 22 | 7  | 6 | 9  | 20 | 26 | -6   |
| 10   | Imbabura SC P                            | 23  | 22 | 6  | 5 | 11 | 25 | 33 | -8   |
| 11   | Independiente                            | 19  | 22 | 4  | 7 | 11 | 29 | 44 | -15  |
| 12   | Espoli                                   | 15  | 22 | 3  | 6 | 13 | 22 | 38 | -16  |

| Promotions pour la saison 2012 - Finale du championnat, 1er tour de la Copa Sudamericana 2011, 2e tour de la Copa Libertadores 2012 - 1er tour de la Copa Sudamericana 2011 | Relégations pour la saison 2012 - Maintien en Serie A - Relégation en Serie B | Abréviations P : Promus en Série A en 2010 T : Tenant du titre 2010 F : Finaliste du championnat 2010 |

### Résultats
| Résultats (▼dom., ►ext.)                                   | BSC | CUE | SDQ | EME | ESP | ISC | IND | NAT | LDU Loja | LDU Quito | MAN | OLM |
| Barcelona SC                                               |     | 0-2 | 0-1 | 0-0 | 4-1 | 1-0 | 1-1 | 0-1 | 1-1      | 0-0       | 1-1 | 4-0 |
| Club Deportivo Cuenca                                      | 1-1 |     | 1-1 | 0-1 | 2-1 | 1-1 | 3-1 | 2-2 | 1-2      | 0-2       | 3-2 | 2-1 |
| SD Quito                                                   | 1-0 | 3-1 |     | 0-0 | 3-2 | 3-2 | 2-3 | 1-1 | 2-4      | 0-0       | 2-1 | 3-1 |
| Emelec                                                     | 1-1 | 0-0 | 0-0 |     | 2-0 | 1-0 | 3-1 | 1-1 | 3-2      | 1-0       | 2-1 | 3-1 |
| Espoli                                                     | 2-3 | 5-1 | 0-3 | 1-2 |     | 2-0 | 3-3 | 1-1 | 1-2      | 0-0       | 0-0 | 1-2 |
| Imbabura SC                                                | 0-2 | 1-2 | 3-2 | 1-1 | 1-0 |     | 2-2 | 0-1 | 3-2      | 1-1       | 0-1 | 3-1 |
| Independiente                                              | 2-3 | 1-2 | 1-6 | 0-3 | 1-1 | 3-3 |     | 1-0 | 1-0      | 1-2       | 0-0 | 2-0 |
| El Nacional                                                | 0-0 | 4-2 | 0-3 | 2-0 | 3-0 | 1-2 | 1-0 |     | 0-1      | 1-2       | 4-1 | 2-1 |
| LDU Loja                                                   | 0-0 | 0-0 | 1-0 | 1-4 | 0-0 | 0-2 | 3-2 | 2-1 |          | 1-2       | 3-0 | 1-0 |
| LDU Quito                                                  | 3-0 | 1-0 | 0-1 | 0-1 | 2-0 | 2-0 | 2-1 | 2-1 | 1-1      |           | 5-0 | 1-1 |
| Manta                                                      | 1-0 | 0-1 | 2-0 | 1-1 | 0-1 | 2-0 | 2-0 | 1-0 | 2-0      | 1-1       |     | 0-0 |
| Olmedo                                                     | 4-0 | 0-0 | 2-2 | 2-1 | 3-0 | 2-0 | 2-2 | 0-4 | 1-0      | 1-0       | 2-1 |     |
| - Victoire à domicile - Match nul - Victoire à l'extérieur |     |     |     |     |     |     |     |     |          |           |     |     |

Leader par journée
Évolution du classement
| Club          | 1  | 2  | 3  | 4  | 5  | 6  | 7  | 8  | 9  | 10 | 11 | 12 | 13 | 14 | 15 | 16 | 17 | 18 | 19 | 20 | 21 | 22 |
| ------------- | -- | -- | -- | -- | -- | -- | -- | -- | -- | -- | -- | -- | -- | -- | -- | -- | -- | -- | -- | -- | -- | -- |
| Barcelona SC  | 5  | 7  | 6  | 7  | 8  | 9  | 7  | 5  | 6  | 9  | 7  | 7  | 5  | 6  | 6  | 5  | 7  | 7  | 8  | 9  | 8  | 8  |
| CD Cuenca     | 1  | 3  | 3  | 2  | 3  | 4  | 3  | 3  | 3  | 3  | 4  | 5  | 6  | 5  | 5  | 6  | 5  | 4  | 5  | 6  | 7  | 6  |
| SD Quito      | 1  | 1  | 1  | 1  | 1  | 2  | 1  | 1  | 1  | 1  | 1  | 1  | 3  | 3  | 3  | 3  | 3  | 3  | 3  | 3  | 3  | 3  |
| Emelec        | 1  | 2  | 2  | 5  | 4  | 3  | 4  | 4  | 5  | 4  | 3  | 2  | 1  | 2  | 1  | 1  | 1  | 1  | 1  | 2  | 1  | 1  |
| Espoli        | 7  | 11 | 12 | 12 | 12 | 12 | 12 | 11 | 12 | 11 | 12 | 12 | 11 | 11 | 12 | 12 | 12 | 12 | 12 | 12 | 12 | 12 |
| Imbabura SC   | 11 | 9  | 10 | 11 | 11 | 11 | 11 | 12 | 11 | 12 | 10 | 11 | 10 | 10 | 8  | 9  | 9  | 8  | 9  | 10 | 10 | 10 |
| Independiente | 7  | 8  | 9  | 10 | 7  | 10 | 10 | 10 | 10 | 10 | 11 | 10 | 12 | 12 | 11 | 11 | 11 | 11 | 11 | 11 | 11 | 11 |
| El Nacional   | 7  | 12 | 8  | 8  | 5  | 8  | 9  | 9  | 4  | 5  | 5  | 4  | 4  | 4  | 4  | 4  | 4  | 5  | 4  | 4  | 4  | 4  |
| LDU Loja      | 1  | 6  | 5  | 3  | 6  | 5  | 8  | 6  | 7  | 8  | 9  | 9  | 8  | 8  | 9  | 7  | 6  | 6  | 6  | 5  | 5  | 5  |
| LDU Quito     | 11 | 5  | 4  | 4  | 2  | 1  | 2  | 2  | 2  | 2  | 2  | 3  | 2  | 1  | 2  | 2  | 2  | 2  | 2  | 1  | 2  | 2  |
| Manta         | 7  | 10 | 11 | 6  | 10 | 6  | 5  | 7  | 8  | 7  | 6  | 8  | 9  | 9  | 10 | 10 | 10 | 10 | 10 | 8  | 9  | 9  |
| Olmedo        | 5  | 4  | 7  | 9  | 9  | 7  | 6  | 8  | 9  | 6  | 8  | 6  | 7  | 7  | 7  | 8  | 8  | 9  | 7  | 7  | 6  | 7  |

Liga de Quito ayant remporter la deuxième phase du championnat 2010, ils sont d'ores et déjà qualifiés pour la Copa Sudamericana 2011.
Ce classement ne tient pas compte des matchs en retard.

## Deuxième phase

### Résultats
| Résultats (▼dom., ►ext.)                                   | BSC | CUE | SDQ | EME | ESP | ISC | IND | NAT | LDU Loja | LDU Quito | MAN | OLM |
| Barcelona SC                                               |     | 2-1 | 1-0 | 2-0 | 1-0 | 3-1 | 1-0 | 3-1 | 2-0      | 2-3       | 1-0 | 1-0 |
| Club Deportivo Cuenca                                      | 0-0 |     | 0-1 | 2-0 | 0-0 | 2-1 | 3-0 | 1-1 | 4-0      | 2-1       | 2-0 | 1-1 |
| SD Quito                                                   | 1-0 | 2-1 |     | 2-0 | 2-0 | 2-2 | 2-2 | 0-1 | 3-0      | 1-1       | 4-0 | 1-0 |
| Emelec                                                     | 1-1 | 0-0 | 0-0 |     | 4-0 | 5-0 | 2-0 | 1-1 | 4-1      | 2-1       | 1-0 | 3-0 |
| Espoli                                                     | 2-2 | 2-3 | 1-2 | 1-3 |     | 2-1 | 1-4 | 2-1 | 1-1      | 1-0       | 0-0 | 0-1 |
| Imbabura SC                                                | 3-1 | 1-0 | 1-4 | 2-1 | 3-0 |     | 0-1 | 1-3 | 0-0      | 1-0       | 4-2 | 0-0 |
| Independiente                                              | 0-3 | 0-1 | 0-1 | 5-0 | 1-0 | 1-1 |     | 1-2 | 3-6      | 2-0       | 3-2 | 3-0 |
| El Nacional                                                | 2-0 | 1-1 | 0-3 | 2-1 | 2-1 | 5-1 | 2-2 |     | 4-3      | 2-3       | 0-1 | 4-2 |
| LDU Loja                                                   | 3-1 | 4-2 | 0-1 | 0-2 | 1-0 | 4-0 | 1-2 | 0-3 |          | 3-2       | 2-0 | 1-1 |
| LDU Quito                                                  | 0-0 | 4-1 | 1-0 | 1-0 | 1-0 | 1-2 | 1-2 | 2-1 | 3-0      |           | 6-0 | 0-0 |
| Manta                                                      | 2-0 | 1-1 | 2-0 | 2-1 | 0-1 | 0-1 | 0-0 | 0-1 | 3-1      | 0-0       |     | 2-1 |
| Olmedo                                                     | 1-2 | 1-1 | 2-2 | 0-3 | 2-1 | 2-1 | 1-0 | 4-1 | 1-0      | 2-0       | 0-1 |     |
| - Victoire à domicile - Match nul - Victoire à l'extérieur |     |     |     |     |     |     |     |     |          |           |     |     |

### Classement
| Rang | Équipe                                 | Pts | J  | G  | N | P  | Bp | Bc | Diff |
| ---- | -------------------------------------- | --- | -- | -- | - | -- | -- | -- | ---- |
| 1    | Deportivo Quito                        | 44  | 22 | 13 | 5 | 4  | 34 | 15 | +19  |
| 2    | Barcelona                              | 40  | 22 | 12 | 4 | 6  | 29 | 21 | +8   |
| 3    | El Nacional                            | 37  | 22 | 11 | 4 | 7  | 40 | 33 | +7   |
| 4    | Emelec (F)                             | 34  | 22 | 10 | 4 | 8  | 34 | 23 | +11  |
| 5    | Liga Deportiva Universitaria (Quito) T | 34  | 22 | 10 | 4 | 8  | 32 | 23 | +9   |
| 6    | Deportivo Cuenca                       | 32  | 22 | 8  | 8 | 6  | 29 | 23 | +6   |
| 7    | Independiente                          | 31  | 22 | 9  | 4 | 9  | 32 | 30 | +2   |
| 8    | Olmedo                                 | 27  | 22 | 7  | 6 | 9  | 22 | 27 | -5   |
| 9    | Manta                                  | 25  | 22 | 7  | 4 | 11 | 18 | 30 | -12  |
| 10   | Imbabura SC P                          | 25  | 22 | 7  | 4 | 11 | 26 | 40 | -14  |
| 11   | LDU Loja P                             | 24  | 22 | 7  | 3 | 12 | 31 | 42 | -11  |
| 12   | Espoli                                 | 16  | 22 | 4  | 4 | 14 | 16 | 35 | -19  |

| Promotions pour la saison 2012 - Finale du championnat, Copa Sudamericana 2012, Copa Libertadores 2012 | Relégations pour la saison 2012 - Maintien en Serie A - Relégation en Serie B | Abréviations P : Promus en Serie A en 2011 T : Tenant du titre 2010 F : Finaliste du championnat 2010 |

### Journée par journée
Leader par journée
Évolution du classement
| Club          | 1  | 2  | 3  | 4  | 5  | 6  | 7  | 8  | 9  | 10 | 11 | 12 | 13 | 14 | 15 | 16 | 17 | 18 | 19 | 20 | 21 | 22 |
| ------------- | -- | -- | -- | -- | -- | -- | -- | -- | -- | -- | -- | -- | -- | -- | -- | -- | -- | -- | -- | -- | -- | -- |
| Barcelona SC  | 6  | 2  | 6  | 3  | 5  | 3  | 4  | 2  | 4  | 2  | 2  | 2  | 2  | 2  | 2  | 4  | 4  | 3  | 2  | 2  | 2  | 2  |
| CD Cuenca     | 5  | 3  | 7  | 8  | 9  | 7  | 8  | 7  | 8  | 8  | 8  | 8  | 8  | 8  | 5  | 7  | 7  | 8  | 8  | 7  | 7  | 6  |
| SD Quito      | 2  | 1  | 1  | 1  | 1  | 1  | 1  | 1  | 1  | 1  | 1  | 1  | 1  | 1  | 1  | 1  | 1  | 1  | 1  | 1  | 1  | 1  |
| Emelec        | 1  | 4  | 2  | 4  | 6  | 8  | 6  | 3  | 5  | 5  | 6  | 5  | 3  | 3  | 3  | 2  | 3  | 4  | 4  | 4  | 3  | 4  |
| Espoli        | 6  | 10 | 11 | 10 | 10 | 11 | 12 | 10 | 11 | 11 | 12 | 10 | 10 | 10 | 10 | 10 | 10 | 10 | 11 | 12 | 12 | 12 |
| Imbabura SC   | 12 | 12 | 12 | 12 | 11 | 12 | 10 | 11 | 10 | 10 | 10 | 11 | 11 | 11 | 12 | 12 | 11 | 12 | 10 | 10 | 11 | 10 |
| Independiente | 8  | 7  | 4  | 2  | 4  | 5  | 7  | 8  | 6  | 6  | 5  | 6  | 6  | 6  | 8  | 8  | 8  | 7  | 6  | 6  | 6  | 7  |
| El Nacional   | 3  | 6  | 8  | 7  | 3  | 6  | 5  | 6  | 3  | 3  | 3  | 3  | 5  | 5  | 6  | 5  | 6  | 5  | 5  | 5  | 4  | 3  |
| LDU Loja      | 10 | 11 | 8  | 9  | 8  | 9  | 9  | 9  | 9  | 9  | 9  | 9  | 9  | 9  | 9  | 9  | 9  | 9  | 9  | 9  | 9  | 11 |
| LDU Quito     | 9  | 8  | 5  | 6  | 2  | 2  | 2  | 4  | 2  | 4  | 4  | 4  | 4  | 4  | 4  | 3  | 2  | 2  | 3  | 3  | 5  | 5  |
| Manta         | 11 | 9  | 10 | 11 | 12 | 10 | 11 | 12 | 12 | 12 | 11 | 12 | 12 | 12 | 11 | 11 | 12 | 11 | 12 | 11 | 10 | 9  |
| Olmedo        | 4  | 5  | 3  | 5  | 7  | 4  | 3  | 5  | 7  | 7  | 7  | 7  | 7  | 7  | 7  | 6  | 5  | 6  | 7  | 8  | 8  | 8  |

Ce classement ne tient pas compte des matchs en retard.

## Troisième phase

### Classement cumulés
| Rang | Équipe                                 | Pts | J  | G  | N  | P  | Bp | Bc | Diff |
| ---- | -------------------------------------- | --- | -- | -- | -- | -- | -- | -- | ---- |
| 1    | Deportivo Quito                        | 83  | 44 | 24 | 11 | 9  | 73 | 40 | +33  |
| 2    | Emelec (F)                             | 78  | 44 | 22 | 12 | 10 | 65 | 38 | +27  |
| 3    | Liga Deportiva Universitaria (Quito) T | 74  | 44 | 21 | 11 | 12 | 61 | 36 | +25  |
| 4    | El Nacional                            | 69  | 44 | 20 | 9  | 15 | 71 | 56 | +15  |
| 5    | Barcelona                              | 67  | 44 | 18 | 13 | 13 | 51 | 44 | +7   |
| 6    | Deportivo Cuenca                       | 63  | 44 | 16 | 15 | 13 | 56 | 53 | +3   |
| 7    | LDU Loja P                             | 56  | 44 | 16 | 8  | 20 | 58 | 69 | -11  |
| 8    | Olmedo                                 | 56  | 44 | 15 | 11 | 18 | 49 | 60 | -11  |
| 9    | Manta                                  | 52  | 44 | 14 | 10 | 20 | 38 | 56 | -18  |
| 10   | Independiente                          | 50  | 44 | 13 | 11 | 20 | 61 | 74 | -13  |
| 11   | Imbabura SC P                          | 48  | 44 | 13 | 9  | 22 | 51 | 73 | -22  |
| 12   | Espoli                                 | 31  | 44 | 7  | 10 | 27 | 38 | 73 | -35  |

### Classement des buteurs
mis à jour le 21 octobre 2011
| Rang | Buteur            | Club                    | Nb de buts |
| ---- | ----------------- | ----------------------- | ---------- |
| 1    | Arrinton Mina     | Independiente del Valle | 28         |
| 2    | Juan Anangonó     | El Nacional             | 21         |
| 3    | Julio Bevacqua    | SD Quito                | 20         |
| 3    | Fabio Renato      | LDU Loja                | 20         |
| 5    | Hernán Barcos     | LDU Quito               | 16         |
| 6    | / Christian Gómez | Olmedo                  | 12         |
| 6    | Juan José Govea   | CD Cuenca               | 12         |
| 6    | Edder Vaca        | LDU Loja                | 12         |
| 9    | Edison Preciado   | El Nacional             | 11         |
| 10   | Javier Guarino    | Espoli                  | 10         |

### Ligue finale

#### Match pour la troisième place
Les deux équipes les mieux classées dans le classement cumulé, hors vainqueurs de chaque phase, se voient qualifiés pour le match pour la 3e place. Le vainqueur obtient ainsi la troisième place qualificative pour le premier tour de la Copa Libertadores 2012. Le club comptant le plus grand nombre de points dans le classement cumulé reçoit lors du match retour.
- LDU Quito étant qualifié pour la finale de la Copa Sudamericana 2011 qui doit se jouer les 8 et 14 décembre 2011, il a été établi qu'en cas de victoire du club quiténien dans cette dernière compétition, la finale retour pour la troisième place du championnat équatorien sera purement et simplement annulée. En effet, en cas de victoire en Copa Sudamericana, LDU Quito serait automatiquement qualifié pour la Copa Libertadores 2012, dès lors, la troisième place offerte en championnat pour cette compétition serait automatiquement attribuée à El Nacional[34].

| Finale aller           | El Nacional | 2 - 1   | LDU Quito | Estadio Olímpico Atahualpa, Quito           |                                             |
| 11 décembre 2011 12h00 | Hugo Vélez 8e · Javier Chila 39e                                                                                         | (2 - 1) | 23e Walter Calderón | Spectateurs : 7 550 Arbitrage : Carlos Vera | Spectateurs : 7 550 Arbitrage : Carlos Vera |
| 11 décembre 2011 12h00 | Source |         | | Spectateurs : 7 550 Arbitrage : Carlos Vera | Spectateurs : 7 550 Arbitrage : Carlos Vera |
| 11 décembre 2011 12h00 | Cabezas - Anangonó, Chila, Triviño, López - Minda (Guevara, 51e), Vélez, Caicedo, Pita - Anangonó, Preciado (Lara, 78e). | Équipes | Viteri - Caicedo, Araujo, Carcelén, Corozo - Gutiérrez (Barcos, 60e), Rojas (Hidalgo, 69e), Cevallos, Pabón - Bolaños (Ambrosi, 46e), Calderón. | Spectateurs : 7 550 Arbitrage : Carlos Vera | Spectateurs : 7 550 Arbitrage : Carlos Vera |

| Finale retour          | LDU Quito | 1 - 1   | El Nacional | Estadio LDU, Quito     |                        |
| 19 décembre 2011 19h30 | Luis Bolaños 82e · Ezequiel González 37e · Fernando Hidalgo 66e · Neicer Reasco 76e                               | (0 - 0) | 71e Juan Luis Anangonó · 50e Paúl Minda · 57e Javier Chila · 70e Marwin Pita                                               | Arbitrage : Omar Ponce | Arbitrage : Omar Ponce |
| 19 décembre 2011 19h30 | Source |         | | Arbitrage : Omar Ponce | Arbitrage : Omar Ponce |
| 19 décembre 2011 19h30 | Domínguez - Guagua, Araujo, Calderón - Pabón (46e, Reasco), Hidalgo, Acosta, Ambrosi, Bolaños, González - Barcos. | Équipes | Cabezas - Anangonó, Chila, Triviño, López - Vélez, Caicedo, Pita, Minda (55e, Madrid) - Anangonó, Preciado (79e, Guevara). | Arbitrage : Omar Ponce | Arbitrage : Omar Ponce |

El Nacional remporte la troisième place du championnat équatorien 2011 après une victoire 3-2 sur LDU Quito sur l'ensemble des deux matchs. Il se qualifie ainsi pour la Copa Libertadores 2012 en tant qu'Équateur 3.

#### Finales
Les vainqueurs de chacune des phases vont se disputer le titre de champion d'Équateur sur deux matchs sur le mode aller-retour. Le club comptant le plus grand nombre de points dans le classement cumulé recevra lors du match retour.
| Finale aller           | Emelec | 0 - 1   | SD Quito           | Stade George Capwell, Guayaquil |                         |
| 11 décembre 2011 16H00 |        | (0 - 1) | 29e Fidel Martínez | Arbitrage : Jose Carpio         | Arbitrage : Jose Carpio |
| 11 décembre 2011 16H00 | Source |         |                    | Arbitrage : Jose Carpio         | Arbitrage : Jose Carpio |

| Emelec | Deportivo Quito |

| Emelec :        |    |                    |     |     |  |
|                 |    |                    |     |     |  |
| GB              | 1  | Wilmer Zumba       |     |     |  |
| DC              | 29 | Gabriel Achilier   | 33e |     |  |
| DC              | 25 | Eduardo Morante    |     |     |  |
| DC              | 16 | Óscar Bagüí        |     |     |  |
| M               | 7  | David Quiroz       |     |     |  |
| M               | 15 | Pedro Quiñónez (c) |     | 69e |  |
| M               | 14 | Énner Valencia     |     | 46e |  |
| M               | 24 | Fernando Giménez   |     |     |  |
| MOC             | 10 | Édison Méndez      |     |     |  |
| A               | 50 | Marcos Caicedo     |     | 46e |  |
| A               | 20 | Nicolás Vigneri    |     |     |  |
| Remplaçants :   |    |                    |     |     |  |
| GB              | 12 | José Ayoví         |     |     |  |
| M               | 8  | Polo Wila          |     | 69e |  |
| M               | 51 | Fernando Gaibor    |     | 46e |  |
| M               | 13 | Ángel Mena         |     | 46e |  |
| D               | 5  | José Luis Quiñónez |     |     |  |
| M               | 17 | José María Franco  |     |     |  |
| A               | 11 | Walter Iza         |     |     |  |
| Entraîneur :    |    |                    |     |     |  |
| Marcelo Fleitas |    |                    |     |     |  |

| Deportivo Quito : |    |                      |       |     |  |
|                   |    |                      |       |     |  |
| GB                | 1  | Marcelo Elizaga      | 57e   |     |  |
| DD                | 51 | Pedro Velasco        | 90+2e |     |  |
| DC                | 23 | Jairo Campos         | 50e   |     |  |
| DC                | 20 | Luis Checa           |       |     |  |
| DG                | 3  | Isaac Mina           |       |     |  |
| MD                | 5  | Alex Bolaños         | 22e   |     |  |
| M                 | 8  | Oswaldo Minda        |       |     |  |
| M                 | 17 | Juan Carlos Paredes  | 62e   | 62e |  |
| MG                | 10 | Luis Saritama (c)    |       | 70e |  |
| A                 | 19 | Fidel Martínez       |       |     |  |
| A                 | 18 | Maximiliano Bevacqua |       | 55e |  |
| Remplaçants :     |    |                      |       |     |  |
| GB                | 12 | Adrián Bone          |       |     |  |
| D                 | 25 | Ángel Escobar        |       | 62e |  |
| M                 | 52 | Dixon Arroyo         |       | 70e |  |
| A                 | 11 | Matías Alustiza      |       | 55e |  |
| D                 | 6  | Pedro Esterilla      |       |     |  |
| M                 | 19 | Jonathan José Tejero |       |     |  |
|                   |    |                      |       |     |  |
| Manager :         |    |                      |       |     |  |
| Carlos Ischia     |    |                      |       |     |  |

| Arbitres du match - Arbitres assistants : - Byron Romero - Yonis Aragon - Quatrième arbitre : Miguel Hidalgo | Règles du match - 90 minutes. - Sept remplaçants. - Trois remplacements possibles. |

| Finale retour          | SD Quito                                                                   | 1 - 0   | Emelec                                        | Estadio Olímpico Atahualpa, Quito |                              |
| 17 décembre 2011 12h00 | Matías Alustiza 88e · Marcelo Elizaga 49e · Luis Checa 21e · Oswaldo Minda | (0 - 0) | 18e, 53e Eduardo Morante · 70e Énner Valencia | Arbitrage : Alfredo Intriago      | Arbitrage : Alfredo Intriago |
| 17 décembre 2011 12h00 | Source                                                                     |         |                                               | Arbitrage : Alfredo Intriago      | Arbitrage : Alfredo Intriago |

| Deportivo Quito | Emelec |

| Deportivo Quito: |    |                          |        |     |  |
|                  |    |                          |        |     |  |
| GB               | 1  | Marcelo Elizaga          | 49e    |     |  |
| DD               | 51 | Pedro Velasco            |        |     |  |
| DC               | 23 | Jairo Campos             |        |     |  |
| DC               | 20 | Luis Checa               | 21e    |     |  |
| DG               | 3  | Isaac Mina               |        |     |  |
| MD               | 8  | Oswaldo Minda            | Averti |     |  |
| M                | 5  | Alex Bolaños             |        |     |  |
| M                | 10 | Luis Saritama (c)        |        |     |  |
| MG               | 25 | Ángel Escobar            |        | 81e |  |
| A                | 19 | Fidel Martínez           |        | 78e |  |
| A                | 18 | Maximiliano Bevacqua     |        | 61e |  |
| Remplaçants :    |    |                          |        |     |  |
| GB               | 12 | Adrián Bone              |        |     |  |
| D                | 6  | Pedro Esterilla          |        | 81e |  |
| M                | 52 | Dixon Arroyo             |        |     |  |
| M                | 7  | Michael Jackson Quiñónez |        |     |  |
| M                | 19 | Jonathan José Tejero     |        |     |  |
| A                | 11 | Matías Alustiza          |        | 61e |  |
| A                |    | Byron Cano               |        | 78e |  |
| Manager :        |    |                          |        |     |  |
| Carlos Ischia    |    |                          |        |     |  |

| Emelec:         |    |                        |          |     |  |
|                 |    |                        |          |     |  |
| GB              | 1  | Wilmer Zumba           |          |     |  |
| DD              | 6  | Carlos Andrés Quiñónez |          | 55e |  |
| DC              | 29 | Gabriel Achilier       |          |     |  |
| DC              | 25 | Eduardo Morante        | 18e, 53e |     |  |
| DG              | 16 | Óscar Bagüí            |          |     |  |
| M               | 7  | David Quiroz           |          |     |  |
| M               | 15 | Pedro Quiñónez (c)     |          |     |  |
| M               | 51 | Fernando Gaibor        |          |     |  |
| M               | 24 | Fernando Giménez       |          | 65e |  |
| M               | 13 | Ángel Mena             |          |     |  |
| A               | 20 | Nicolás Vigneri        |          | 31e |  |
| Remplaçants :   |    |                        |          |     |  |
| GB              | 12 | José Ayoví             |          |     |  |
| D               | 5  | José Luis Quiñónez     |          | 55e |  |
| M               | 14 | Énner Valencia         | 70e      | 65e |  |
| M               | 8  | Polo Wila              |          |     |  |
| A               | 50 | Marcos Caicedo         |          |     |  |
| M               | 17 | José María Franco      |          |     |  |
| A               | 11 | Walter Iza             |          | 31e |  |
| Entraîneur :    |    |                        |          |     |  |
| Marcelo Fleitas |    |                        |          |     |  |

| Arbitres du match - Arbitres assistants : - Juan Cedeño - Christian Lescano - Quatrième arbitre : Carlos Vera | Règles du match - 90 minutes. - 30 minutes de prolongations en cas d'égalité. - Tirs au but si l'égalité persiste - Sept remplaçants. - Trois remplacements possibles. |

|                                   |
|                                   |
| Sociedad Deportivo Quito 5e Titre |